# Himno nacional de Uzbekistán
El Himno nacional de la República de Uzbekistán (uzbeko: O‘zbekiston Respublikasining Davlat Madhiyasi) es el himno nacional de Uzbekistán desde 1992. Nació a raíz de su independencia en 1991. A falta de alternativas, se decidió mantener la melodía del antiguo himno de la RSS de Uzbekistán, compuesto por Mutal Burhanov, y con una nueva letra escrita por el poeta uzbeko Abdulla Oripov.
Fue reconocido oficialmente en la ley "Sobre el Himno Nacional de la República de Uzbekistán" aprobada el 10 de diciembre de 1992.
Junto con los himnos de Bielorrusia, Rusia y Tayikistán, es uno de los pocos que conserva la melodía de su himno cuando formaban parte de la Unión Soviética.

## Letra

### Letra enuzbeko
| Alfabeto latino | Alfabeto latino (reforma de 2019) | Alfabeto cirílico | Alfabeto árabe | Alfabeto griego | Transcripción AFI |
| Serquyosh, hur o‘lkam, elga baxt, najot, Sen o‘zing do‘stlarga yo‘ldosh, mehribon! Yashnagay to abad ilmu fan, ijod, Shuhrating porlasin toki bor jahon! Naqarot: Oltin bu vodiylar — jon O‘zbekiston, Ajdodlar mardona ruhi senga yor! Ulug‘ xalq qudrati jo‘sh urgan zamon, Olamni mahliyo aylagan diyor! Bag‘ri keng o‘zbekning o‘chmas iymoni, Erkin, yosh avlodlar senga zo‘r qanot! Istiqlol mash'ali, tinchlik posboni, Haqsevar, ona yurt, mangu bo‘l obod! Naqarot | Serquyoş, hur ólkam, elga baxt, najot, Sen ózing dóstlarga yóldoş, mehribon – mehribon! Yaşnagay to abad ilmu fan, ijod, Şuhrating porlasin toki bor jahon! Naqarot: Oltin bu vodiylar — jon Ózbekiston, Ajdodlar mardona ruhi senga yor! Uluǵ xalq qudrati jóş urgan zamon, Olamni mahliyo aylagan diyor! Baǵri keng ózbekning óçmas iymoni, Erkin, yoş avlodlar senga zór qanot, zór qanot! Istiqlol maş‘ali, tinçlik posboni, Haqsevar, ona yurt, mangu ból obod! Naqarot | Серқуёш, ҳур ўлкам, элга бахт, нажот, Сен ўзинг дўстларга йўлдош, меҳрибон, меҳрибон! Яшнагай то абад илму фан, ижод, Шуҳратинг порласин токи бор жаҳон! Нақарот: Олтин бу водийлар — жон Ўзбекистон, Аждодлар мардона руҳи сенга ёр! Улуғ халқ қудрати жўш урган замон, Оламни маҳлиё айлаган диёр! Бағри кенг ўзбекнинг ўчмас иймони, Эркин, ёш авлодлар сенга зўр қанот, зўр қанот! Истиқлол машъали, тинчлик посбони, Ҳақсевар, она юрт, мангу бўл обод! Нақарот | سېرقۇياش، هۇر ئولكەم، ئېلگه بەخت، نەجات، سېن ئوزىڭ دوستلەرگە يولداش، مېهرىبان – مېهرىبان! يەشنەگەي تا ئەبەد ئىلمۇ فەن، ئىجاد، شۇهرەتىڭ پارلەسىن تاكى بار جەهان! نەقەرات: ئالتىن بۇ ۋادىيلەر — جان ئوزبېكىستان، ئەجدادلەر مەردانە رۇهى سېڭە يار! ئۇلۇغ خەلق قۇدرەتى جوش ئۇرگەن زەمان، ئالەمنى مەهلىيا ئەيلەگەن دىيار! بەغرى كېڭ ئوزبېكنىڭ ئوچمەس ئىيمانى، ئېكىن، ياش ئەۋلادلەر سېڭه زور قەنات، زور قەنات! ئىتىقلال مەشئەلى، تىنچلىك پاسبانى، هەقسېۋەر، ئانە يۇرت، مەڭۇ بول ئاباد! نەقەرات | Σερϙουϳοϸ, ͱουρ υλκαμ, ελγα βαχτ, ναζ̇οτ, Σεν υζινγ δυστλαργα ϳυλδοϸ, μεͱριβον – μεͱριβον! Ϳαϸναγαϳ το αναδ ιλμου φαν, ιζ̇οδ, Ϸουͱρατινγ πορλασιν τοκι βορ ζ̇αͱον! Ναϙαροτ: Ολτιν βου ϝοδιϳλαρ – ζ̇ον Υζβεκιστον, Αζ̇δοδλαρ μαρδονα ρουͱι σενγα ϳορ! Ουλουγ̇ χαλϙ ϙουδρατι ζ̇υϸ ουργαν ζαμον, Ολαμνι μαͱλιϳο αϳλαγαν διϳορ! Βαγ̇ρι κενγ υζβεκνινγ υτζ̇μας ιϳμονι, Ερκιν, ϳοϸ αϝλοδλαρ σενγα ζυρ ϙανοτ, ζυρ ϙανοτ! Ιστιϙλολ μαϸ´αλι, τιντζ̇λικ ποσβονι, Ͱαϙσεϝαρ, ονα ϳουρτ, μανγου βυλ οβοδ! Ναϙαροτ | [serqujɒʃ ǀ hur olkʲæm ǀ elgʲæ ǀ bæχ næd͡ʒɒt̪ ǀ] [sen ozɨŋ d̪oslærgʲæ jold̪ɒʃ ǀ mehrɨbɒn ǀ mehrɨbɒn ‖] [jæʃnægʲæj t̪o æbæt̪ ɨlmu ɸæn ɨd͡ʒɒt̪ ǀ] [ʃuhræt̪ɨŋ pɒrlæsɨn t̪ɒkɨ bɒr d͡ʒæhɒn ‖] [næqærɒt] [ɒlt̪ɨn bu ʋod̪ijlær ǀ d͡ʒɒn ozbekɨst̪ɒn ǀ] [æd͡ʒd̪ɒd̪lær mærd̪ɒnæ ruhɨ seŋgʲæ jɒr ‖] [uluʁ χælq qud̪ræt̪ɨ d͡ʒoʃ urgʲæn zæmɒn ǀ] [ɒlæmnɨ mæhlijɒ æjlægʲæn ǀ d̪ijɒr ‖] [bæʁrɨ keŋ ǀ ozbeknɨŋ ǀ ot͡ʃmæs ǀ ijmɒnɨ ǀ] [erkɨn jɒʃ æʋlɒd̪lær seŋgʲæ ǀ zor qænɒt̪ ǀ zor qænɒt̪ ‖] [ɨst̪ɨqlɒl mæʃʔælɨ t̪ɨnt͡ʃlɨk pɒsbɒnɨ ǀ] [hæqseʋær ɒnæ jur ǀ mæŋgʲʉ bol ɒbɒt̪ ‖] [næqærɒt] |

### Traducción literal al español
Mi tierra soleada y libre, felicidad y salvación de tu pueblo,
¡Eres cálida compañía de tus amigos!
Florece eternamente con conocimiento y creatividad,
¡Que tu gloria brille mientras haya mundo!
Tus valles dorados – amada Uzbekistán,
¡El espíritu valiente de tus ancestros está contigo!
Cuando el gran poder del pueblo rugió,
¡fuiste la alegría del mundo!
La fe de los uzbekos de corazón abierto nunca murió,
¡La generación joven y libre son fuertes alas para ti!
Faro de independencia, guardián de la paz,
¡Amante de la verdad, oh, patria, florece para siempre!
Tus valles dorados – amada Uzbekistán,
¡El espíritu valiente de tus ancestros está contigo!
Cuando el gran poder del pueblo rugió,
¡fuiste la alegría del mundo!